# Edward Villiers, V conte di Clarendon
Edward Villiers, V conte di Clarendon (Dublino, 11 febbraio 1846 – Watford, 2 ottobre 1914), è stato un nobile e politico inglese.

## Biografia
Era il primo figlio maschio di George Villiers, IV conte di Clarendon, e di sua moglie, Lady Katherine Grimston, figlia di James Grimston, I conte di Verulam. Ha studiato alla Harrow e al Trinity College di Cambridge.

## Carriera politica
È stato eletto al Parlamento per Brecon nel 1869, un posto che mantenne fino all'anno successivo, quando successe al padre nella contea e prese il suo posto nella Camera dei lord. Nel 1895 è stato nominato un Lord-in-Waiting durante il governo di Lord Salisbury, carica che ha ricoperto fino al 1900, quando è stato promosso a Lord Ciambellano e ammesso al Consiglio della Corona. Ha mantenuto questa carica anche quando Arthur Balfour divenne Primo Ministro nel 1902.
A parte la sua carriera politica Lord Clarendon era anche Lord luogotenente dell'Hertfordshire (1893-1914).

## Matrimonio
Sposò, il 6 settembre 1876, Lady Caroline Agar (21 marzo 1857-9 maggio 1894), figlia di James Agar, III conte di Normanton e lady Caroline Barrington. Ebbero due figli:
- George Villiers, VI conte di Clarendon (1877-1955);
- Lady Edith Villiers (1878-1935), sposò Piers Edgcumbe, V conte di Mount Edgcumbe, non ebbero figli;

## Morte
Morì il 2 ottobre 1914, all'età di 68 anni a Watford, Hertfordshire.

## Ascendenza
|                                        |                                       |                                         | Genitori                           |  |  | Nonni |  |  | Bisnonni                              |  |  | Trisnonni                            |  |
|                                        |                                       |                                         |                                    |  |  |       |  |  | Thomas Villiers, I conte di Clarendon |  |  | William Villiers, II conte di Jersey |  |
|                                        |                                       |                                         |                                    |  |  |       |  |  | Thomas Villiers, I conte di Clarendon |  |  | William Villiers, II conte di Jersey |  |
|                                        |                                       | Judith Herne                            |                                    |  |  |       |  |  | Thomas Villiers, I conte di Clarendon |  |  |                                      |  |
| lord George Villiers                   |                                       |                                         |                                    |  |  |       |  |  | Thomas Villiers, I conte di Clarendon |  |  |                                      |  |
|                                        |                                       | lady Charlotte Capell                   | William Capell, III conte di Essex |  |  |       |  |  |                                       |  |  |                                      |  |
|                                        |                                       | lady Charlotte Capell                   | William Capell, III conte di Essex |  |  |       |  |  |                                       |  |  |                                      |  |
|                                        |                                       | lady Charlotte Capell                   | lady Jane Hyde                     |  |  |       |  |  |                                       |  |  |                                      |  |
| George Villiers, IV conte di Clarendon |                                       | lady Charlotte Capell                   |                                    |  |  |       |  |  |                                       |  |  |                                      |  |
|                                        |                                       | John Parker, I barone Boringdon         | John Parker                        |  |  |       |  |  |                                       |  |  |                                      |  |
|                                        |                                       | John Parker, I barone Boringdon         | John Parker                        |  |  |       |  |  |                                       |  |  |                                      |  |
|                                        |                                       | John Parker, I barone Boringdon         | lady Catherine Poulett             |  |  |       |  |  |                                       |  |  |                                      |  |
| hon. Theresa Parker                    |                                       | John Parker, I barone Boringdon         |                                    |  |  |       |  |  |                                       |  |  |                                      |  |
|                                        |                                       | hon. Theresa Robinson                   | Thomas Robinson, I barone Grantham |  |  |       |  |  |                                       |  |  |                                      |  |
|                                        |                                       | hon. Theresa Robinson                   | Thomas Robinson, I barone Grantham |  |  |       |  |  |                                       |  |  |                                      |  |
|                                        |                                       | hon. Theresa Robinson                   | Frances Worsley                    |  |  |       |  |  |                                       |  |  |                                      |  |
| Edward Villiers, V conte di Clarendon  |                                       | hon. Theresa Robinson                   |                                    |  |  |       |  |  |                                       |  |  |                                      |  |
|                                        | James Grimston, III visconte Grimston | James Grimston, II visconte Grimston    |                                    |  |  |       |  |  |                                       |  |  |                                      |  |
|                                        | James Grimston, III visconte Grimston | James Grimston, II visconte Grimston    |                                    |  |  |       |  |  |                                       |  |  |                                      |  |
|                                        | James Grimston, III visconte Grimston | Mary Bucknall                           |                                    |  |  |       |  |  |                                       |  |  |                                      |  |
| James Grimston, I conte di Verulam     | James Grimston, III visconte Grimston |                                         |                                    |  |  |       |  |  |                                       |  |  |                                      |  |
|                                        |                                       | Harriot Walter                          | Edward Walter                      |  |  |       |  |  |                                       |  |  |                                      |  |
|                                        |                                       | Harriot Walter                          | Edward Walter                      |  |  |       |  |  |                                       |  |  |                                      |  |
|                                        |                                       | Harriot Walter                          | hon. Harriot Forrester             |  |  |       |  |  |                                       |  |  |                                      |  |
| lady Katherine Grimston                |                                       | Harriot Walter                          |                                    |  |  |       |  |  |                                       |  |  |                                      |  |
|                                        |                                       | Charles Jenkinson, I conte di Liverpool | Charles Jenkinson                  |  |  |       |  |  |                                       |  |  |                                      |  |
|                                        |                                       | Charles Jenkinson, I conte di Liverpool | Charles Jenkinson                  |  |  |       |  |  |                                       |  |  |                                      |  |
|                                        |                                       | Charles Jenkinson, I conte di Liverpool | Amarantha Cornewall                |  |  |       |  |  |                                       |  |  |                                      |  |
| lady Charlotte Jenkinson               |                                       | Charles Jenkinson, I conte di Liverpool |                                    |  |  |       |  |  |                                       |  |  |                                      |  |
|                                        |                                       | Catherine Bishopp                       | sir Cecil Bishopp, VI baronetto    |  |  |       |  |  |                                       |  |  |                                      |  |
|                                        |                                       | Catherine Bishopp                       | sir Cecil Bishopp, VI baronetto    |  |  |       |  |  |                                       |  |  |                                      |  |
|                                        |                                       | Catherine Bishopp                       | Anne Boscawen                      |  |  |       |  |  |                                       |  |  |                                      |  |
|                                        |                                       | Catherine Bishopp                       |                                    |  |  |       |  |  |                                       |  |  |                                      |  |